# Polish Jazz
Polish Jazz – seria wydawnictw jazzowych nagranych dla Polskich Nagrań Muza. Albumy dla tej serii wydali m.in.: Michał Urbaniak, Tomasz Stańko, Adam Makowicz, Zbigniew Namysłowski, Andrzej Kurylewicz, Wojciech Karolak czy Jan „Ptaszyn” Wróblewski. Na czele kolekcji stali Ryszard Sielicki i Andrzej Karpiński.
W skład serii wchodzą albumy:
| Polish Jazz vol. | Wykonawca                                                       | Album                                        | Rok  |
| ---------------- | --------------------------------------------------------------- | -------------------------------------------- | ---- |
| 1                | Warszawscy Stompersi                                            | New Orleans Stompers                         | 1965 |
| 2                | Andrzej Kurylewicz i Big Band Polskiego Radia                   | Polish Radio Big Band                        | 1965 |
| 3                | Polish Jazz Quartet                                             | Polish Jazz Quartet                          | 1965 |
| 4                | Andrzej Trzaskowski Quintet, The                                | Andrzej Trzaskowski Quintet                  | 1965 |
| 5                | Krzysztof Komeda                                                | Astigmatic                                   | 1965 |
| 6                | Zbigniew Namysłowski Quartet                                    | Zbigniew Namysłowski Quartet                 | 1966 |
| 7                | Ragtime Jazz Band                                               | The Ragtime Jazz Band                        | 1966 |
| 8                | Jazz Band Ball                                                  | Jazz Band Ball                               | 1966 |
| 9                | Janusz Zabiegliński                                             | Janusz Zabiegliński and his Swingtet         | 1966 |
| 10               | różni wykonawcy                                                 | Laureaci Festiwalu 'Jazz Nad Odrą'           | 1967 |
| 11               | Andrzej Trzaskowski Sextet featuring Ted Curson                 | Seant                                        | 1967 |
| 12               | Hagaw                                                           | Do You Love Hagaw?                           | 1967 |
| 13               | NOVI                                                            | Bossa Nova                                   | 1967 |
| 14               | Andrzej Kurylewicz Quintet                                      | Ten + Eight                                  | 1967 |
| 15               | Włodzimierz Nahorny Trio                                        | Heart                                        | 1968 |
| 16               | Old Timers with Sandy Brown                                     | Old Timers with Sandy Brown                  | 1969 |
| 17               | Jerzy Milian                                                    | Baazaar                                      | 1969 |
| 18               | High Society                                                    | High Society                                 | 1969 |
| 19               | Jazz Studio Orchestra of The Polish Radio                       | Jazz Studio Orchestra of the Polish Radio    | 1969 |
| 20               | różni wykonawcy                                                 | Jazz Jamboree '69 – New Faces in Polish Jazz | 1969 |
| 21               | Krzysztof Sadowski                                              | Krzysztof Sadowski and his Hammond Organ     | 1970 |
| 22               | Tomasz Stańko                                                   | Music for K                                  | 1970 |
| 23               | Old Metropolitan Band                                           | Time Machine                                 | 1971 |
| 24               | Michal Urbaniak’s Group                                         | Live recording                               | 1971 |
| 25               | Mieczysław Kosz                                                 | Reminiscence                                 | 1971 |
| 26               | Paradox                                                         | Drifting Feather                             | 1971 |
| 27               | Mieczysław Mazur                                                | Rag Swing Time                               | 1971 |
| 28               | Stodoła Big Band                                                | Let's Swing Again                            | 1971 |
| 29               | High Society Band, Old Metropolitan Band, Old Timers, Sami Swoi | Tribute to Armstrong                         | 1972 |
| 30               | Old Timers                                                      | Hold the Line                                | 1972 |
| 31               | Marianna Wróblewska                                             | Sound of Marianna Wróblewska                 | 1972 |
| 32               | Sami Swoi                                                       | Circus                                       | 1972 |
| 33               | Zbigniew Namysłowski                                            | Winobranie                                   | 1973 |
| 34               | Jazz Carriers                                                   | Carry On!                                    | 1973 |
| 35               | Adam Makowicz                                                   | Unit                                         | 1973 |
| 36               | Michał Urbaniak                                                 | Constellation Live                           | 1973 |
| 37               | All Stars After Hours                                           | Night Jam Session in Warsaw 1973             | 1973 |
| 38               | Jazz Band Ball Orchestra                                        | Home                                         | 1974 |
| 39               | Tomasz Stańko                                                   | TWET                                         | 1974 |
| 40               | Wojciech Karolak & Jan „Ptaszyn” Wróblewski                     | Mainstream                                   | 1974 |
| 41               | Gold Washboard                                                  | Live at The Stodoła Club                     | 1974 |
| 42               | Czesław Gładkowski i Krzysztof Zgraja                           | Alter Ego                                    | 1974 |
| 43               | Adam Makowicz                                                   | Live Embers                                  | 1975 |
| 44               | Old Timers & Marianna Wróblewska                                | Meeting                                      | 1975 |
| 45               | Spisek Sześciu                                                  | Complot of Six                               | 1975 |
| 46               | Zbigniew Namysłowski Quintet                                    | Kujaviak Goes Funky                          | 1975 |
| 47               | Krzysztof Sadowski and His Group                                | Three Thousands Points                       | 1975 |
| 48               | Extra Ball                                                      | Birthday                                     | 1976 |
| 49               | Laboratorium                                                    | Modern Pentathlon                            | 1976 |
| 50               | Czesław Bartkowski                                              | Drum Dream                                   | 1976 |
| 51               | Vistula River Brass Band                                        | Entertainer                                  | 1977 |
| 52               | Big Band Katowice                                               | Music for My Friends                         | 1977 |
| 53               | Marianna Wróblewska                                             | Feelings                                     | 1978 |
| 54               | Janusz Muniak Quintet                                           | Question Mark                                | 1978 |
| 55               | Jan Ptaszyn Wróblewski Quartet                                  | Flyin’ Lady                                  | 1978 |
| 56               | Swing Session                                                   | Swing Session                                | 1978 |
| 57               | Old Timers With Wild Bill Davison                               | Old Timers With Wild Bill Davison            | 1979 |
| 58               | Laboratorium                                                    | Quasimodo                                    | 1979 |
| 59               | Extra Ball                                                      | Go Ahead                                     | 1979 |
| 60               | Jazz Band Ball Orchestra                                        | Tribute To Duke Ellington                    | 1979 |
| 61               | Sun Ship                                                        | Follow Us                                    | 1980 |
| 62               | Kazimierz Jonkisz Quintet                                       | Tiri Taka                                    | 1980 |
| 63               | Stanisław Sojka                                                 | Blublula                                     | 1981 |
| 64               | Krzysztof Zgraja                                                | Laokoon                                      | 1981 |
| 65               | Ewa Bem with Swing Session                                      | Be a Man                                     | 1981 |
| 66               | Wojciech Kamiński                                               | Open Piano                                   | 1982 |
| 67               | Sami Swoi                                                       | In Concert – The Locust                      | 1982 |
| 68               | Vistula River Brass Band                                        | Old Jazz Road                                | 1982 |
| 69               | Tomasz Stańko                                                   | Music 81                                     | 1984 |
| 70               | Henryk Robert Majewski Sextet                                   | Continuation                                 | 1987 |
| 71               | Kazimierz Jonkisz Top Six                                       | Outsider                                     | 1987 |
| 72               | Young Power                                                     | Young Power                                  | 1987 |
| 73               | Jarosław Śmietana                                               | Sounds & Colours                             | 1987 |
| 74               | Zbigniew Namysłowski The Q                                      | Open                                         | 1987 |
| 75               | Prowizorka Jazz Band                                            | Vital                                        | 1989 |
| 76               | Lora Szafran                                                    | Lonesome Dancer                              | 1989 |
| 77               | Zbigniew Namysłowski Quintet                                    | Polish Jazz – Yes!                           | 2016 |
| 78               | Kuba Więcek Trio                                                | Another Raindrop                             | 2017 |
| 79               | Piotr Wyleżoł                                                   | Human Things                                 | 2018 |
| 80               | Jan Ptaszyn Wróblewski Sextet                                   | Komeda. Moja słodka europejska ojczyzna      | 2018 |
| 81               | RGG                                                             | Memento                                      | 2019 |
| 82               | Kuba Więcek Trio                                                | Multitasking                                 | 2019 |
| 83               | Jerzy Mączyński Jerry & The Pelican System                      | Jerry & The Pelican System                   | 2019 |
| 84               | Krzysztof Herdzin                                               | The Book of Secrets                          | 2019 |
| 85               | Maciej Gołyźniak Trio                                           | The Orchid                                   | 2020 |
| 86               | ZK Collaboration                                                | Slow Food                                    | 2021 |
| 87               | Kuba Więcek Trio & Paulina Przybysz                             | Kwiateczki                                   | 2021 |
| 88               | Michał Barański                                                 | Masovian Mantra                              | 2022 |
| 89               | Kasia Pietrzko Trio                                             | Fragile Ego                                  | 2023 |